# De mooiste van The Cats
De mooiste van The Cats is een verzamelwerk van The Cats uit 1985 dat bestaat uit drie elpees met zesmaal zeven nummers. De elpees kwamen aan het eind van drie actieve periodes van de band (twee comebacks), waarna de band slechts nog sporadisch bij elkaar kwam.

## Nummers
De duur van de nummers is ontleend van andere albums en kan met deze elpees verschillen.
| Nummer | Naam                                                 | Geschreven door                           | Duur | Opmerkingen |
| ------ | ---------------------------------------------------- | ----------------------------------------- | ---- | ----------- |
| A1     | What a crazy life                                    | Roger Greenaway en Roger Cook             | 2:39 |             |
| A2     | Sure he's a cat                                      | Roger Greenaway en Roger Cook             | 2:37 |             |
| A3     | Love of the common people                            | John Hurley en Ronnie Wilkins             | 3:04 |             |
| A4     | What's the world coming to                           | Roger Greenaway en Roger Cook             | 3:34 |             |
| A5     | I gotta know what's going on                         | Cees Veerman                              | 2:38 |             |
| A6     | Mandy my dear                                        | Jaap Schilder                             | 3:25 |             |
| A7     | Turn around and start again                          | Roger Greenaway en Roger Cook             | 3:04 |             |
| B1     | Lea                                                  | Arnold Mühren                             | 3:50 |             |
| B2     | Shaving cream                                        | Benny Bell                                | 2:30 |             |
| B3     | Lies                                                 | Lewis & Clarke                            | 3:01 |             |
| B4     | Magical mystery morning                              | Arnold Mühren                             | 2:42 |             |
| B5     | Marian                                               | Arnold Mühren                             | 4:08 |             |
| B6     | I've always tried to understand                      | Arnold Mühren                             | 2:59 |             |
| B7     | Scarlet ribbons                                      | Evelyn Danzig en Jack Segal               | 3:22 |             |
| C1     | Girl, why did you do that                            | Arnold Mühren en Nail Che                 | 3:08 |             |
| C2     | Country woman                                        | Piet Veerman                              | 3:14 |             |
| C3     | Come Sunday                                          | Lane Caudell en Harry Lloyd               | 2:37 |             |
| C4     | Take me with you                                     | Arnold Mühren                             | 3:04 |             |
| C5     | Maribaja                                             | Arnold Mühren                             | 3:12 |             |
| C6     | Irish                                                | Theo Klouwer                              | 2:14 |             |
| C7     | Where have I been wrong                              | Piet Veerman                              | 5:21 |             |
| D1     | Vaya con Dios                                        | Larry Russell, Inez James en Buddy Pepper | 3:35 |             |
| D2     | A letter                                             | Piet Veerman en John Möring               | 3:30 |             |
| D3     | My friend Joe                                        | Cees Veerman                              | 3:04 |             |
| D4     | If you'll be my woman                                | Cees Veerman                              | 3:54 |             |
| D5     | Let's dance                                          | Piet Veerman                              | 3:31 |             |
| D6     | Rock 'n' roll (I gave you the best years of my life) | Kevin Johnson                             | 4:59 |             |
| D7     | Times were when                                      | Neil Grimshaw                             | 3:19 |             |
| E1     | La diligence                                         | Jos Cleber, Arnold Mühren en Piet Veerman | 3:30 |             |
| E2     | Be my day                                            | Larry Murray                              | 3:01 |             |
| E3     | Cindy                                                | Peter Reber en Rolf Zuckowski             | 3:54 |             |
| E4     | Looking back over my yesterday                       | Piet Veerman, Jaap Schilder en Nail Che   | 3:18 |             |
| E5     | Lovin' her was easier                                | Kris Kristofferson                        | 3:30 |             |
| E6     | Morning light                                        | Piet Veerman en Nail Che                  | 3:32 |             |
| E7     | Save the last dance for me                           | Doc Pomus en Mort Shuman                  | 3:09 |             |
| F1     | One way wind                                         | Arnold Mühren                             | 3:46 |             |
| F2     | El Paso                                              | Marty Robbins                             | 4:52 |             |
| F3     | Sweet wine                                           | Henny Vrienten                            | 2:25 |             |
| F4     | Summer evening lady                                  | Arnold Mühren en Marnec                   | 4:55 |             |
| F5     | We should be together                                | Allen Reynolds                            | 3:21 |             |
| F6     | Nobody cares                                         | Cees Veerman                              | 3:45 |             |
| F7     | The end of the show                                  | Cees Veerman                              | 4:34 |             |